# M E A T
M E A T is een bestuurslaag in het regentschap Toba Samosir van de provincie Noord-Sumatra, Indonesië. M E A T telt 633 inwoners (volkstelling 2010).